# ネオンテトラ
ネオンテトラ（学名：Paracheirodon innesi）は、カラシン目カラシン科の熱帯魚。新種としての記載は1936年、魚類学者のジョージ S. マイヤーズによる。ネオンのようなメタリックブルーに光ってみえる体側が特徴であり、テトラと呼ばれる観賞魚類の中でも特に知られた種である。
近縁種としてカージナルテトラ、グリーンネオンテトラなどがある。

## 概要
日本で最も広く流通しているテトラであり、主にアマゾン川流域に分布する。成魚の体長は約3センチメートルで、頭部から尾びれの付け根近くにかけて鮮やかな青のラインが入り、その下の腹ビレから尾びれの付け根にかけて赤のラインが入る。観賞魚として古くから人気の高い品種で、小型であることから比較的容量の小さい水槽でも群泳させやすく、エンゼルフィッシュやグッピーと並び淡水アクアリウムの代表的な存在の一つとなっている。

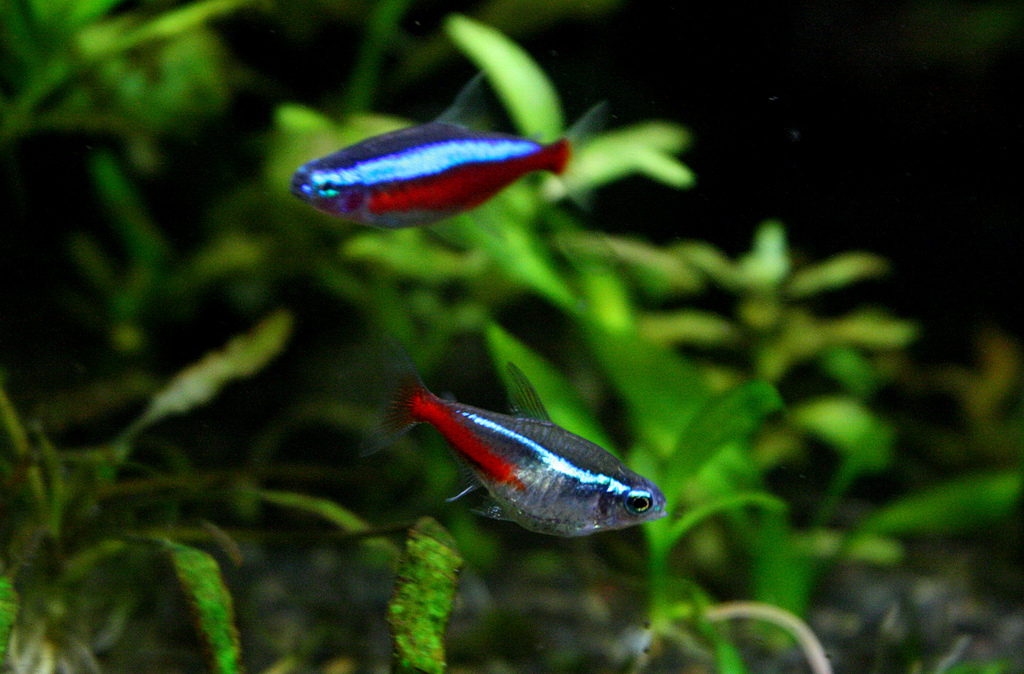
カージナルテトラ（上）とネオンテトラ（下）

名前の由来となっているネオンサインを髣髴とさせる光沢だが、発光器官を備える訳ではなく、所定の色素を含んだ光の反射層があることに由来する。この色は変化する事がある。
なお近隣種のカージナルテトラでは、ややカージナルのほうが大型（1センチメートルほど大きい）であるほか、腹側の赤色の帯が鰓後方まで伸びていることで区別される。

## 観賞魚として
季節を問わず廉価で入手できる。性格も穏和で他魚と共存し易い、さらには人工飼料でも問題なく成長するため飼育し易いことから、淡水熱帯魚の入門種とされるが、水質に繊細な部分とネオン病と呼ばれる病気もある。
原産地、アマゾン川の水に近い弱酸性の軟水が最適で発色具合も良好と成るが、中性 (pH7) まで対応する。25度弱の水温を好む。
繁殖の難易度は高い。20世紀末より現在では香港を中心に東南アジア方面で商業的養殖が行われている。寿命は2 - 3年であるがより適切な飼育環境ではより長期の飼育例もある。

### 改良品種

水槽のなかを泳ぐネオンテトラ

養殖技術が確立して以降は改良品種も作出されている。
ダイヤモンドネオンテトラ
青いラインを覆い隠すように銀色の金属光沢が入る。ゴールデンネオンテトラまたはプラチナネオンテトラという別名があり、バクテリアの寄生によって体表が金属光沢に覆われる「ゴールデン化」「プラチナ化」という現象を起こした個体と混同される事がある。しかし先述の現象は現地採集個体でしか発生しないため、養殖個体が大量に流通し、現地採集個体は滅多に流通しないネオンテトラでゴールデン化/プラチナ化を起こした個体を探し出す事は不可能に近い。もしゴールデンネオンまたはプラチナネオンの名で販売されていても、まず間違いなくこの改良品種である。
ニューゴールデンネオンテトラ
いわゆる白変種であり、透明感のあるやや薄いピンクの体色に淡いブルーのラインのみが入る。先述のダイヤモンドネオンがゴールデンネオンの名で呼ばれる事もあるため、区別するために「ニュー」という名が付けられた。
ニューレッドゴールデンネオンテトラ
ニューゴールデンと似ているが、原種のネオンテトラの赤みを失っていないため、より美しい。

## 参考
- 熱帯魚・水草1400種図鑑（出版：ピーシーズ・ISBN 4-938780-01-1）